# Irene Sänger-Bredt
Pour les articles homonymes, voir Bredt.
Irene Sänger-Bredt née le 24 avril 1911 à Bonn et morte le 20 octobre 1983 à Stuttgart, est une mathématicienne et physicienne allemande, assistante du pionnier de l'astronautique Eugen Sänger, qui a travaillé sous le régime nazi sur le développement de la propulsion à ergols liquides. Après la fin de la Seconde Guerre mondiale elle occupe en France puis en Allemagne des postes d'ingénieur conseil, de chercheur et de responsable d'institut de recherche  travaillant notamment dans le domaine de la propulsion à réaction pour des applications civiles et militaires.

## Biographie
Irene Bredt obtient en 1937 son doctorat de physique avec une thèse sur les spectres rayons X des terres rares. Elle commence sa carrière de chercheur en tant qu'assistante d'Eugen Sänger, à l'Institut de recherche de Trauen créé par l'Allemagne  dans la Lande de Lunebourg pour mener des recherches secrètes sur la propulsion des fusées. Elle travaille sur les problèmes de thermodynamique et de dynamique des fluides dans les moteurs-fusées à ergols liquides. En 1941 elle est nommée responsable de la section de physique de cet institut de recherche. En 1942 elle est la première assistante d'Eugen Sänger à l'Institut allemand de recherche pour le vol à voile où elle supervise les essais en vol des statoréacteurs. Elle participe à la conception du bombardier antipodal Silbervogel.
Après l'effondrement du régime nazi, elle est recrutée en 1946 avec Eugen Sânger par les services français qui essaient comme les autres pays alliés de récupérer les techniques de pointe et le savoir-faire des spécialistes allemands qui ont défriché de nouveaux domaines dans le cadre de l'effort de guerre nazi. Elle est successivement chercheur et ingénieur-consultant à l'Arsenal de l'aéronautique de Paris Châtillon et ingénieur-conseil auprès de Matra à Boulogne-Billancourt ainsi qu'à l'Institut indien de technologie de Madras en Inde. Les deux chercheurs allemands jouent notamment un rôle important dans la conception du chasseur supersonique Griffon, du missile antichar SS 10 et du statoréacteur R-010.  Elle épouse E. Sänger en 1951 dont elle a un fils. En 1954, les alliés ayant autorisé l'Allemagne à reprendre des recherches dans le domaine aérospatial, elle rentre dans son pays natal. Elle prend un  poste de responsable adjoint à l'institut de recherche de physique de la propulsion à réaction qui vient d'être inauguré à Stuttgart.  À compter de 1963, elle travaille comme ingénieur conseil dans le domaine spatial auprès des sociétés aérospatiales allemandes Junkers et Bölkow qui fusionneront en 1969 pour devenir Messerschmitt-Bölkow-Blohm. Irene Sänger-Bredt est la seule femme parmi les membres fondateurs de l'Académie internationale d'astronautique qui voit le jour en  1960.